# Plutarh

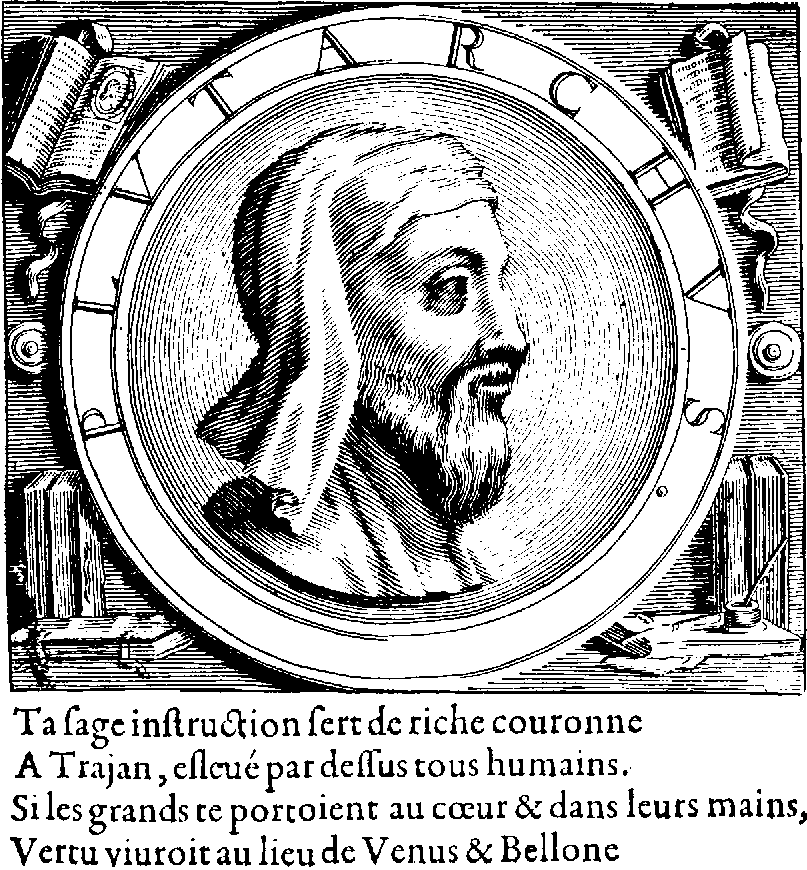
Plutarh - Gravură în cupru de Johann Rudolf Holzhalb

Plutarh în unele lucrări Plutarch (în greaca veche Πλούταρχος Ploútarchos, latinizat Plutarchus; n. în jurul anului 45, Cheroneea, Beoția – d. în jurul anului 125) a fost un scriitor antic grec. Este cunoscut mai ales prin scrierile sale biografice și filosofice. În istoria literaturii grecești, Plutarh este considerat unul dintre principalii reprezentanți ai aticismului. Plutarh este considerat uneori și un istoric. Este cunoscut pentru lucrarea Viețile Paralele; De Phythiae oraculis se traduce prin Despre oracolul Phythiei, celebra preoteasă a templului lui Apollo din Delphi, unde, în stare de transă, prevedea viitorul.

## Biografie
Născut într-o familie notabilă din Beotia, studiază la Atena retorica, filosofia și științele vremii sale, avându-l ca maestru pe Ammonios Sakkas. În această perioadă, frecventează „Stoa”, precum și „Academia platoniciană”. Vizitează de mai multe ori Roma, unde predă filosofia morală. Obține cetățenia romană și adoptă numele de familie Mestrius, în semn de omagiu adus prietenului său M. Mestrius Florus. Autoritățile imperiale romane îl numesc procurator al provinciei Achaia din Grecia. Mai târziu, devine preot la templul lui Apollo din Delfi. Plutarh era foarte cultivat, avea cunoștințe enciclopedice, fiind foarte prețuit în cercurile elenistice. Ultima parte a vieții sale o petrece la Cheroneea, unde scrie principalele sale opere în dialect atic, bazate în mare parte pe manuscrisele prelegerilor sale.

## Opera
Operele sale au fost reunite în 1296 de către Maximos Planudes (c.1260 - 1330) în două culegeri:

Moralia, 1531

- Moralia ("Scrieri morale"), alcătuite din eseuri și dialoguri, au ca tematică comentarii literare, estetice și pedagogice, dezbateri cu privire la probleme religioase și mitologice (printre altele reprezentarea lui Osiris în mitologia egipteană). Unele texte au conținut filosofic, în care Plutarh se relevă ca adept al platonismului în opoziție cu stoicismul și epicureismul. Moralia mai cuprinde nouă cărți întitulate Συμποσιακά τῶν ἑπτά σοφῶν (Symposiaca ton hepta sophon - „Banchetul celor șapte înțelepți”), un text dialogat asupra învățăturilor celor șapte înțelepți legendari ai Greciei antice.

- Viețile paralele ale oamenilor iluștri (Βίοι Παράλληλοι - Bíoi parálleloi), cea mai cunoscută și citită operă a lui Plutarh, cuprinde 50 de biografii, dintre care 46 sub formă de pereche, comparându-se un grec cu un roman, de exemplu Tezeu - Romulus, Alexandru cel Mare - Caesar, Demostene - Cicero, Licurg - Numa Pompilius. La sfârșitul textului despre fiecare cuplu se află un scurt comentariu comparativ (σύγκρισις - synkrisis) asupra celor două persoane. Biografii separate sunt cea a Marelui Rege persan Artaxerxes II, a lui Arat din Sikyon și ale împăraților romani de la Augustus la Vitellius. Viețile paralele sunt interesante nu numai din punct de vedere istorico-cultural, ci și pentru că relatează de asemeni anecdote și citate, prin care sunt caracterizate personalitățile respective. Aceste biografii au fost un model pentru scriitorul francez Michel de Montaigne în opera sa Essais și o sursă de inspirație pentru unele tragedii ale lui Shakespeare.